# Fight (zespół muzyczny)
Fight – amerykańsko-brytyjski zespół wykonujący muzykę z pogranicza rocka i heavy metalu. Powstał w 1992 roku z inicjatywy wokalisty Roba Halforda po jego odejściu z Judas Priest. Debiutancki album formacji zatytułowany War of Words ukazał się 3 września 1993 roku nakładem wytwórni muzycznej Epic Records.
Drugi album zespołu pt. A Small Deadly Space trafił do sprzedaży 18 kwietnia 1995 roku. Jeszcze w 1995 roku grupa została rozwiązana. Halford kontynuował działalność artystyczną w zespole 2wo, który założył rok później.

## Dyskografia
Albumy studyjne
| War of Words                | - Data: 3 września 1993 - Wydawca: Epic Records  | 83  | 49 | 56 | - USA: 223,902+ |
| A Small Deadly Space        | - Data: 18 kwietnia 1995 - Wydawca: Epic Records | 120 | 48 | –  | - USA: 67,407+  |
| „–” album nie był notowany. |                                                  |     |    |    |                 |

Minialbumy
| Tytuł                      | Dane dot. albumu                            |
| -------------------------- | ------------------------------------------- |
| Mutations                  | - Data: 1 czerwca 1994 - Wydawca: Epic Sony |
| K5: The War of Words Demos | - Data: 28 listopada 2005 - Wydawca: Mge    |